# Локомотиви БДЖ серия 50.00
Тази серия е образувана от закупени на старо локомотиви през 1931 г. Тези локомотиви са останали в България след приключване на Първата световна война, собственост на Германия. Минават пълен основен ремонт и влизат в експлоатация с номера 3501 - 3508 (от 1936 г. – 50.01 – 50.08), а последните два – направо с новите номера (50.09 и 50.10). Всички локомотиви са строени в немската фабрика „Schwarzkopff – Berlin“.
Първоначално са предназначени за помощна служба на пътнически и товарни влакове. Поради ограничената им мощност и ниска скорост (50 км/ч), малък воден и горивен запас са прехвърлени за маневрена работа. Фабрично са съоръжени с парна и ръчна листова спирачка. Всички колооси са спирателни без първата. Спирателните обувки са от предната страна на колоосите. По-късно на няколко локомотива (50.01, 50.03, 50.07 и 50.10) са монтирани двустъпални въздушни помпи и по този начин снабдени с въздушна спирачка.
С изключение на два локомотива (50.04 и 50.05) всички локомотиви работят в БДЖ и са бракувани основно през 1974 - 1975 г.). Локомотив 50.04 е последният действащ от серията до бракуването си в Железопътен завод „София“ през 1987 г. За музейната колекция на БДЖ е запазен 50.01, който се намира на гара Червена вода.

## Експлоатационни и фабрични данни за локомотивите серия 50.00[2]
| Експлоатационен номер     | Експлоатационен номер | Експлоатационен номер | фабр. №/ година | Бележки                                   |
| в германските жп дирекции | от 1933 г.            | от 1936 г.            | фабр. №/ година | Бележки                                   |
| ------------------------- | --------------------- | --------------------- | --------------- | ----------------------------------------- |
| 8109 Elberfeld            | 3501                  | 50.01                 | 4927/1912       | Бракуван 1977 г. Музеен 1993 г.           |
| 8117 Altona               | 3502                  | 50.02                 | 4654/1911       | Бракуван 1974 г.                          |
| 8134 Essen                | 3503                  | 50.03                 | 4906/1912       | Бракуван 1974 г.                          |
| 8113 Elberfeld            | 3504                  | 50.04                 | 5028/1913       | ЖП завод – София 1978 г. Бракуван 1987 г. |
| 8109 Altona               | 3505                  | 50.05                 | 4330/1909       | ЖП завод – София 1951 г. Бракуван 1984 г. |
| 8106 Cöln                 | 3506                  | 50.06                 | 4395/1909       | Бракуван 1975 г.                          |
| 8127 Altona               | 3507                  | 50.07                 | 4934/1912       | Бракуван 1974 г.                          |
| 8136 Essen                | 3508                  | 50.08                 | 5050/1913       | Бракуван 1975 г.                          |
| 8108 Elberfeld            | -                     | 50.09                 | 4926/1912       | Бракуван 1974 г.                          |
| 8125 Breslau              | -                     | 50.10                 | 3902/1907       | Бракуван 1975 г.                          |